# Echatt
Echatt est une ville algérienne, située dans le daïra de Ben Mehidi et la wilaya d'El Tarf.

## Géographie
La ville s'étend sur 62,2 km² et compte 34 378 habitants depuis le dernier recensement de la population. La densité de population est de 553,1 habitants par km² sur la ville. Entourée par Ben Mehidi, El Bouni et El Hadjar, Echatt est située à 12 km au nord-est d'Annaba. La ville se situe à 3 km de l’aéroport Rabah Bitat de Annaba.

## Administration

### Gestion locale
Début 2021, trois anciens maires de la commune sont condamnés à trois de prison pour « octroi de privilèges injustifiés, abus de fonction et passation de marchés publics contraires à la réglementation en vigueur ».